# Dicranomyia (Idiopyga) megacauda
Dicranomyia (Idiopyga) megacauda is een tweevleugelige uit de familie steltmuggen (Limoniidae). De soort komt voor in het Palearctisch gebied.